# Mirashi Buwa
Yashwant Sadashiva Buwa, conocido como Mirashi Buwa (n. 1883-5 de enero de 1966), fue un cantante de música clásica indostaní de la India. Fue discípulo de Balakrishnabuwa Ichalkaranjikar (1849-1926), de la academia "Gwalior gharana", junto con Vishnu Digambar Paluskar. Él era bastante conocido por su habilidad yb rapidez de interpretar su estilo musical. También fue actor y había llevado a cabo en muchos de los Sangeet Nataks musicales del teatro marathi.

## Biografía
Nació en 1883 en Ichalkaranji, en el actual distrito de Kolhapur, Maharashtra. Trabajó con la compañía de teatro de "Natyakala Pravartak Mandali" en Pune, 1911-1932, y también enseñó música a numerosos discípulos.
En 1961 fue galardonado con el Premio "Akademi Sangeet Natak", propuesta por el Sangeet Natak Akademi, Academia Nacional de Música, Danza y Teatro de la India. 

## Disciplinas
Sus notables discípulos incluyen a Vinayakbuva Utturkar y Yeshawantbuwa Joshi de Mumbai.